# Jean-Claude Schindelholz
Jean-Claude Schindelholz (ur. 11 października 1940) – piłkarz szwajcarski grający na pozycji napastnika. W swojej karierze rozegrał 13 meczów w reprezentacji Szwajcarii, w których strzelił 1 gola.

## Kariera klubowa
Swoją karierę piłkarską Schindelholz rozpoczął w klubie Servette FC. W jego barwach zadebiutował w pierwszej lidze szwajcarskiej. W sezonie 1970/1971 zdobył z Servette Puchar Szwajcarii. W 1968 roku przeszedł do FC Zürich. W sezonie 1969/1970 sięgnął z nim po puchar kraju. W 1971 roku przeszedł do Vevey Sports, w którym w 1973 roku zakończył karierę.

## Kariera reprezentacyjna
W reprezentacji Szwajcarii Schindelholz zadebiutował 15 kwietnia 1964 roku w wygranym 2:0 towarzyskim meczu z Belgią, rozegranym w Genewie. W debiucie strzelił gola. W 1966 roku był w kadrze Szwajcarii na Mistrzostwa Świata w Anglii. Na tym turnieju wystąpił w jednym meczu, z RFN (0:5). Od 1964 do 1966 roku rozegrał w kadrze narodowej 13 meczów, w których strzelił 1 gola.